# Fred Astaire
Fred Astaire (n. 10 mai 1899, Omaha, Nebraska, SUA – d. 22 iunie 1987, Los Angeles, California, SUA), după numele lui de botez Frederick Austerlitz, a fost un actor, dansator și cântăreț american.

## Biografie

### Începutul carierei
Primul film în care a dansat a fost Dancing Lady (1933). După un an, a fost distribuit în producția muzicală RKO, Flying Down to Rio. A întâlnit-o în film pe dansatoarea Ginger Rogers. Cei doi au realizat un număr de dans, numit The Carioca. Flying Down to Rio a fost un mare succes, salvând compania de producție de la faliment. Fanii filmului au vrut să-i vadă dansând iar pe cei doi, iar RKO a realizat în 1934 The Gay Divorcee, bazat pe unul din succesele din trecut ale lui Astaire pe Broadway.
Au mai urmat Night and Day și laureatul Oscar The Continental. Astaire și Rogers erau buni prieteni, dar fiecare dorea să fie apreciat individual. După 6 filme făcute împreună, Astaire are șansa de a juca singur în Damsel in Distress (1937), ce a fost un eșec, cei de la RKO refăcând cuplul Astaire-Rogers în Carefree (1938).
După The Story of Vernon și Irene Castle (1939), Astaire decide să joace iar singur, iar după câteva eșecuri, o întâlnește pe cea despre care a spus mai târziu că a fost partenera sa favorită : Rita Hayworth, cu care apare în You'll Never Get Rich (1942) și You Were Never Lovelier (1946). A mai avut și alte partenere, printre care Audrey Hepburn (Funny Face - 1957), Lucille Bremer, Judy Garland, Betty Hutton, Jane Powell, Cyd Charisse și Barrie Chase, dar cu nici una nu a mai înregistrat succesele pe care le-a avut cu Ginger Rogers. Cei doi mai joacă împreună în 1949 în The Barkeleys of Broadway, arătând câtă nevoie au unul de celălalt.

### Anii târzii ai carierei
După ce câștigă câteva premii Emmy în anii 1950 - 1960, Astaire pune dansul pe locul doi, încercând să se concentreze mai mult pe cariera de actor. A avut roluri în multe filme, printre care : On the Beach (1959) și The Towering Inferno (1974), pentru care a fost nominalizat la Premiul Oscar. În 1981, la aproape 10 ani de când nu a mai dansat în public, Astaire a primit un premiu pentru întreaga activitate din partea Institutului American de Film. A încetat din viață în anul 1987 ca urmare a unei pneumonii.

## Filmografie

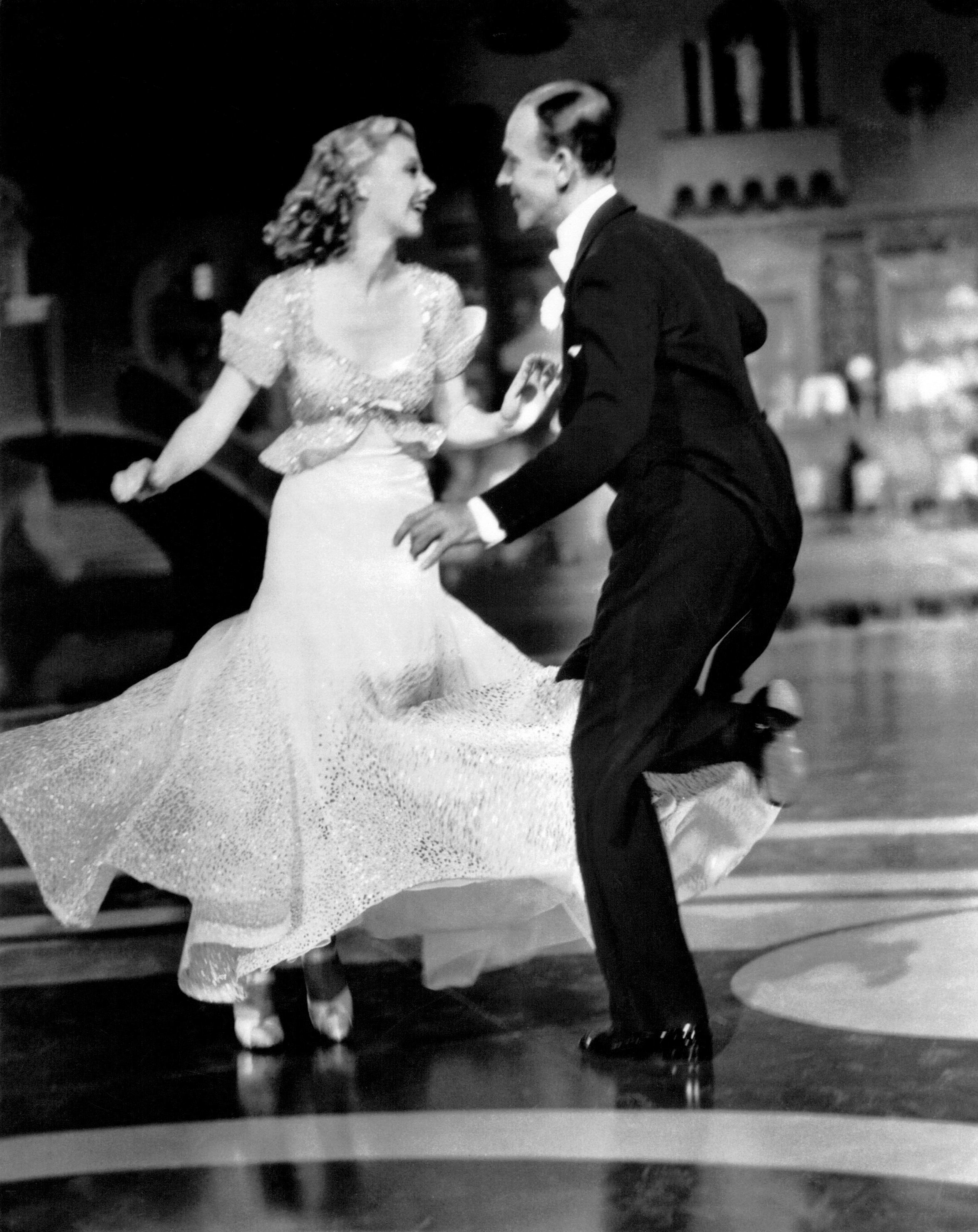
Fred Astaire și Ginger Rogers în 1935

- Dancing Lady cu Joan Crawford (1933)
- Flying Down to Rio* (1933)
- The Gay Divorcee* (1934)
- Roberta* (1935)
- Top Hat* (1935)
- Follow the Fleet* (1936)
- Swing Time* (1936)
- Shall We Dance* (1937)
- A Damsel in Distress { Burns & Allen, Joan Fontaine (1 number)} (1937)
- Carefree* (1938)
- The Story of Vernon and Irene Castle* (1939)
- Broadway Melody of 1940 { Eleanor Powell } (1940)
- Second Chorus { Paulette Goddard (1 număr)} (1940)
- You'll Never Get Rich** (1941)
- Holiday Inn*** (1942)
- You Were Never Lovelier** (1942)
- The Sky's the Limit { Joan Leslie } (1943)
- Yolanda and the Thief { Lucille Bremer } (1945)
- Ziegfeld Follies (1946)
- Blue Skies*** (1946)
- Easter Parade { Judy Garland } (1948)
- The Barkleys of Broadway* (1949)
- Three Little Words**** (1950)
- Let's Dance { Betty Hutton } (1950)
- Royal Wedding { Jane Powell } (1951)
- The Belle of New York**** (1952)
- The Band Wagon***** (1953)
- 1955 Tăticu', picioare lungi (Daddy Long Legs), regia Jean Negulesco cu Leslie Caron
- Funny Face { Audrey Hepburn } (1957)
- Silk Stockings***** (1957)
- Finian's Rainbow (1968)
- Santa Claus Is Comin' to Town (1970)
- That's Entertainment! (1974)
- That's Entertainment, Part II (1976) (narator și interpret)

Interpretate cu *Ginger Rogers (10), **Rita Hayworth (2), ***Bing Crosby (2), ****Vera-Ellen (2), *****Cyd Charisse (2)